# Gavião-de-sobre-branco
Gavião-de-sobre-branco ou bútio-d'uropígio-branco (Parabuteo leucorrhous) é uma espécie de ave de rapina da família Accipitridae, própria da América do Sul.